# In your arms
「in your arms」（イン ユア アームズ）は、音楽ユニット・angelaの5作目となるシングル。 2004年6月2日にスターチャイルドから発売された。

## 概要
- テレビ東京系列で放送された『ヴァンパイアホスト』の主題歌である。
- アルバム『I/O』にはカップリングの「solitude」のみ収録された。

## 収録曲
1. in your arms
  - 作詞：atsuko 作曲：atsuko・KATSU 編曲：KATSU
  - 『ヴァンパイアホスト』オープニング曲
2. solitude
  - 作詞：atsuko 作曲：atsuko・KATSU 編曲：KATSU
  - 『ヴァンパイアホスト』エンディング曲
3. in your arms (Off Vocal Ver.)
4. solitude (Off Vocal Ver.)

## 収録アルバム
- 「in your arms」
  - ベスト・アルバム『TREASURE BOX』（2007年12月12日）
- 「solitude」
  - オリジナルアルバム『I/O』（2004年11月17日）